# Шелпиди, Тимоти
Тимоти Май Шелпиди (1948) — посол Нигерии в России (2008—2012).
Родился 4 сентября 1948 г. в г. Калтунго (штат Гомбэ, Нигерия).
В 1970 г. окончил Военную академию Нигерии. Имеет степень магистра по специальности «Военное дело».
1970—1999 гг. — служба в Вооруженных силах Нигерии. Генерал-майор (в отставке).
С 25 апреля 2008 г. по 2012 год — Чрезвычайный и Полномочный Посол Федеративной Республики Нигерия в Российской Федерации. 18 сентября 2008 г. вручил верительные грамоты Президенту РФ Д. А. Медведеву.
В октябре 2009 года посетил Кубань для обсуждения с руководством региона перспектив развития взаимовыгодного сотрудничества.
В феврале 2010 года посетил с ознакомительным визитом Камчатку.
В апреле 2010 года посетил Татарстан.
В мае 2011 года посетил Управление федеральной службы исполнения наказаний по Республике Мордовия, посетили исправительные колонии № 18, № 19 и № 22 где содержатся граждане Нигерии с целью ознакомления с условиями отбывания наказаний гражданами своей страны.